# Tafalisca paulista
Tafalisca paulista är en insektsart som beskrevs av Rehn, J.A.G. 1918. Tafalisca paulista ingår i släktet Tafalisca och familjen syrsor. Inga underarter finns listade i Catalogue of Life.